# Naoto Yoshii
Naoto Yoshii (吉井 直人 Yoshii Naoto?, nacido el 30 de noviembre de 1987 en Hyogo) es un exfutbolista japonés. Jugaba de defensa y su último club fue el Kataller Toyama de Japón.

## Trayectoria

### Clubes
| Club              | País  | Año         |
| ----------------- | ----- | ----------- |
| Kataller Toyama   | Japón | 2010 - 2016 |
| FC Machida Zelvia | Japón | 2014        |

## Estadística de carrera

### J. League
| Club              | Año   | J. League | J. League | Copa J. League | Copa J. League | Total | Total |
| Club              | Año   | Part.     | Goles     | Part.          | Goles          | Part. | Goles |
| ----------------- | ----- | --------- | --------- | -------------- | -------------- | ----- | ----- |
| Kataller Toyama   | 2010  | 6         | 0         | -              | -              | 6     | 0     |
| Kataller Toyama   | 2011  | 13        | 0         | -              | -              | 13    | 0     |
| Kataller Toyama   | 2012  | 18        | 0         | -              | -              | 18    | 0     |
| Kataller Toyama   | 2013  | 6         | 0         | -              | -              | 6     | 0     |
| FC Machida Zelvia | 2014  | 8         | 1         | -              | -              | 8     | 1     |
| Kataller Toyama   | 2015  | 24        | 0         | -              | -              | 24    | 0     |
| Kataller Toyama   | 2016  | 4         | 1         | -              | -              | 4     | 4     |
| Total             | Total | 79        | 2         | 0              | 0              | 79    | 2     |